# Tricalysia delagoensis
Tricalysia delagoensis är en måreväxtart som beskrevs av Schinz. Tricalysia delagoensis ingår i släktet Tricalysia och familjen måreväxter. Inga underarter finns listade i Catalogue of Life.